# Nuevo Laredo
Nuevo Laredo è una municipalità dello stato di Tamaulipas, in Messico settentrionale, il cui capoluogo è la città omonima, che sorge sulle rive del Rio Grande, di fronte alla città statunitense di Laredo, in Texas. Il censimento della popolazione del 2010 ha registrato 384 033 abitanti. Nuevo Laredo fa parte dell'omonima area metropolitana che conta una popolazione totale di 636 516 abitanti. Il comune ha una superficie di 1201,90 km².
La città è collegata a Laredo, in Texas, attraverso il fiume Rio Grande (Rio Bravo) con tre ponti e un ponte ferroviario. La città è più grande della sua controparte statunitense, ma è più giovane, essendo stata istituita dopo che la Repubblica del Texas si staccò dal Messico. È il porto interno più grande in Messico, proprio come la sua controparte al di là del confine è quello più attivo negli Stati Uniti. A dimostrazione della sua importanza economica, una delle banderas monumentales del Messico si trova nella città (queste bandiere sono state istituite in capitali di stato e in città significative).